# German Food Partnership
Die German Food Partnership (GFP) war eine auf Bestreben deutscher Unternehmen und Verbände und unter Schirmherrschaft des Ministeriums für wirtschaftliche Zusammenarbeit und Entwicklung (BMZ) im Jahr 2012 gegründete Initiative zur Stärkung der Ernährungssicherung in Entwicklungs- und Schwellenländern. Die Initiative sollte  private und öffentliche Akteure wie internationale Unternehmen der Agrar- und Ernährungsindustrie, Verbände und Stiftungen, den öffentlichen Sektor sowie Unternehmen aus Entwicklungs- und Schwellenländern in einem Netzwerk zusammenbringen um Nahrungsmittelsicherung vor Ort zu verbessern. Ursprünglich wurde die Initiative 2012 unter dem Namen „Deutsche Initiative für Agrarwirtschaft und Ernährung in Schwellen- und Entwicklungsländern“ (DIAE) gegründet und im Juni 2013 in GFP umbenannt. Im Jahr 2015 wurde die Kooperation GFP beendet, einzelne initiierte Projekte arbeiten weiterhin.

## Inhalt und Akteure
An der GFP waren 32 deutsche und internationale Unternehmen beteiligt. Dazu gehören unter anderem die Bayer CropScience AG, die METRO-Gruppe, BASF und Syngenta. Das der Initiative zu Grunde liegende Modell war das der öffentlich-privaten Partnerschaft (ÖPP). Durch die strategische Zusammenarbeit von öffentlichen und privaten Akteuren sollte die Ernährungssicherheit in Entwicklungs- und Schwellenländern verbessert werden. Dies bedeutet, dass mit Hilfe der GFP Kleinbäuerinnen und Kleinbauern in Schwellen- und Entwicklungsländern der Zugang zu Industriesaatgut, Düngemitteln, Pestiziden und Märkten ermöglicht wird. Die GFP wollte mit der Bildung der sektorübergreifenden Kooperation von privaten und öffentlichen Akteuren Capacity Building für Unternehmen in der Agrar- und Ernährungswirtschaft betreiben.
Finanziert wurde die GFP durch das BMZ, die Bill & Melinda Gates Foundation sowie die Walmart-Stiftung. Die Aufwendungen durch das BMZ und die Stiftungen betrugen ca. 19,36 Millionen Euro. Im Januar 2013 sagten der ehemalige Entwicklungsminister Dirk Niebel (FDP), die beteiligten Agrarkonzerne und die Bill & Melinda Gates Foundation dem gesamten Projekt 80 Millionen Euro zu. Die Partnerunternehmen der GFP trugen ebenfalls zur Finanzierung der Projekte bei, diese Finanzierungsanteile und auch deren Verwendungsart werden jedoch nicht vom BMZ oder den Unternehmen veröffentlicht. Nach den Informationen der Bundesregierung umfassen sie einen Betrag der zwischen knapp dem Doppelten und Dreieinhalbfachen des BMZ-Anteils liegt. Der öffentliche Anteil wird über die Strukturen und Projektarbeit der Deutschen Gesellschaft für internationale Zusammenarbeit (GIZ) abgewickelt. Im Oktober 2012 wurden in einem drei-tägigen Workshops in Lusaka vier Projekte entwickelt. Im November 2013 wurden diese vier Projekte der GFP lanciert und begannen im Februar 2014 mit Workshops zur Initiierung in den jeweiligen Partnerländern.
Ähnliche Initiativen sind die „Sonderinitiative Eine Welt ohne Hunger“ des Ministeriums für wirtschaftliche Zusammenarbeit und Entwicklung, „Neue Allianz für Ernährungssicherung“ der G8-Staaten oder das Projekt „Grow Africa“ der Afrikanischen Union (AU).

## Projekte
Es wurden vier Projekte initiiert: Oilseeds Initiative Africa, Potato Initiative Africa, Competitive African Rice Initiative und Better Rice Initiative Asia.

### Oilseeds Initiative Africa (OIA)
Das OIA-Projekt fand hauptsächlich in Ghana und Mosambik statt. Daran beteiligt war als größter Förderer unter anderem BASF. Ölsaaten gelten als Interessensschwerpunkt mit großem Marktpotenzial von deutschen und lokalen Unternehmen. Die Zuwendung des BMZ für das Projekt beläuft sich auf circa 350.000 Euro.

### Potato Initiative Africa (PIA)
Das PIA-Projekt fand in Nigeria und Kenia statt und findet unter anderem in Kooperation mit Bayer CropScience und Syngenta statt. In beiden Ländern sollten nationale wettbewerbsfähige Wertschöpfungsketten für die Kartoffelproduktion aufgebaut und erweitert werden. Öffentlich gefördert wurde das Projekt mit ca. 350.000 Euro.

### Competitive African Rice Initiative (CARI)
Das CARI-Projekt wurde durch GFP initiiert und mit ca. 15,86 Mio. Euro (unter anderem von der Bill und Melinda Gates Foundation) am stärkten gefördert. Es sollte in Nigeria, Ghana, Burkina Faso und Tansania implementiert werden. Das übergeordnete Ziel von CARI ist es, das Einkommen von ca. 90.000 afrikanischen Reisproduzenten zu verdoppeln. Hier sollte vor allem mittels PPPs die Produktion von Reis erhöht werden. CARI läuft weiter als vom Bundesministerium für wirtschaftliche Zusammenarbeit und Entwicklung gefördertes Projekt.

### Better Rice Initiative Asia (BRIA)
Das BRIA-Projekt wurde durch GFP initiiert und soll die Wertschöpfungsketten von Reis in Indonesien, Thailand, Philippinen und Vietnam optimieren. Dazu sollen lokale Organisationen von Bauern und Bäuerinnen gestärkt werden. Diese sollen in Geschäfte mit Reisverbänden- und Händlern integriert werden. Sie sollen vom Einkauf von Maschinen und Saatgut sowie einem erleichterten Zugang zu Finanz- und Dienstleistungsangeboten profitieren. Öffentlich wird das Projekt mit ca. 2,8 Mio. Euro gefördert.

## Kritik
Die Initiative wird vor allem von deutschen Nichtregierungsorganisationen kritisiert. Dabei stehen die fehlende Interessenvertretung der Kleinbauern und Kleinbäuerinnen in Entwicklungs- und Schwellenländern im Vordergrund sowie die Intransparenz der finanziellen Beteiligung der Agrarkonzerne an den Projekten. Außerdem wird der Bundesregierung vorgeworfen, mit der GFP überwiegend die Wirtschaftsinteressen von Agrarkonzernen zu vertreten, um neue Absatzmärkte für Hochertragssaatgut, Pestizide und synthetische Düngemittel zu schaffen. Bezweifelt wird darüber hinaus der tatsächliche entwicklungspolitische Erfolg der Integration von Kleinbauern und -bäuerinnen in die Wertschöpfungsketten von Agrarkonzernen, da die wirklich Hilfsbedürftigen hier durch das Raster fallen würden.
Des Weiteren erwarten Kritiker, dass die Beteiligung internationaler Agrarkonzerne an dem Projekt zu veränderten Produktnutzungen sowie anderen Anbautechniken führen wird, deren positiver Einfluss zweifelhaft ist. Ein Beispiel ist die Beteiligung von Bayer CropScience an der GFP. Bayer CropScience ist weltweit der größte Anbieter für Hybrid-Reis und arbeitet mit BASF zusammen an einer Entwicklung von neuen Hybridreis-Sorten, die 2020 in den Markt eingeführt werden sollen. Einer der Nachteile von Hybrid-Reis ist, dass das Saatgut jedes Jahr neu gekauft werden muss, weil sonst die Erträge sinken. Außerdem wird beim Anbau von Reis nicht auf alternative Anbauverfahren wie z. B. das „System of Rice Intensification“ (SRI) zurückgegriffen, welches Ertragssteigerungen bei einem niedrigeren Saatgut- und Wasserverbrauch und einem reduzierten Einsatz chemischer Düngemittel ermöglichen.